# Российские фондовые индексы
Российские фондовые индексы молоды, как и российский рынок ценных бумаг. При этом меняется как их число, так и методики расчётов.
Кроме общих, появились отраслевые индексы. Так сейчас есть индексы акций нефтяных, металлургических, энергетических, телекоммуникационных, финансовых компаний. Инвесторы могут по этим индексам оценивать состояние определённой отрасли.

## Индексы Московской биржи
Ниже перечислены не все индексы Московской биржи, это выборка для демонстрации направлений.

### Акций
- Основные (бенчмарк) — ценовые, взвешенные по рыночной капитализации (free-float) композитные индексы российского фондового рынка, включающие 50 наиболее ликвидных акций
  - Индекс МосБиржи (MCX: IMOEX) — на основе цен акций, выраженных в рублях Российской Федерации.
  - Индекс РТС (MCX: RTSI) — на основе цен акций, выраженных в долларах США и с марта 2022 года в китайских юанях.
- Индекс голубых фишек (MCX: MOEXBC) — на основе рублевых цен акций 15 наиболее ликвидных и капитализированных эмитентов.
- Индекс средней и малой капитализации (MCX: MCXSM) — входят ликвидные акции среднего и малого уровня капитализации, с учётом free-float.
- Индекс акций широкого рынка (MCX: MOEXBMI) — состоит из 100 акций, отобранных на основании критериев ликвидности, капитализации и доли акций, находящейся в свободном обращении (free-float не менее 5%).
- Отраслевые индексы — формируются из 100 акций Индекса широкого рынка, на основе разделения его базы расчёта по отраслевой принадлежности.
  - Нефти и газа (MCX: MOEXOG)
  - Электроэнергетики (MCX: MOEXEU)
  - Финансов (MCX: MOEXFN)
- Тематические индексы — индикаторы своего сегмента рынка, не входящие в основную линейку
  - ММВБ 10 (MCX: IMOEX10) — альтернативный индекс «голубых фишек», самый простой российский фондовый индекс, рассчитывается по ценам 10 наиболее ликвидных акций, обращающихся на ММВБ. Данный индекс не взвешивает компании по капитализации, а рассчитывается вычислением простого среднего арифметического цен акций так, как происходит расчёт американского индекса Dow Jones Industrial Average.
  - Индекс ММВБ-инновации (MCX: MOEXINN) — ценовой взвешенный по рыночной капитализации индекс акций российских компаний, допущенных к торгам в секторе «Рынок инноваций и инвестиций».
  - «Вектор устойчивого развития» (MCX: MRSV) — на базе акций компаний, показавшие лучшую динамику показателей в сфере устойчивого развития и корпоративной социальной ответственности.

### Корпоративных облигаций
Представляет собой взвешенный по объемам выпусков индекс облигаций корпоративных эмитентов, допущенных к обращению на Фондовой бирже ММВБ. Индекс рассчитывается с 1 января 2003 года (базовое значение 100 пунктов). Для включения облигаций в базу расчёта учитываются сделки, заключенные в режиме основных торгов и режиме переговорных сделок со сроком исполнения до 3—х дней (используемые коды расчетов — T0, B0-B3). Расчёт индекса производится по двум методикам: совокупного дохода (MCX: RUCBITR) и чистых цен (MCX: RUCBICP).

### Муниципальных облигаций
Представляет собой взвешенный по объемам выпусков индекс облигаций субъектов Российской Федерации и муниципальных образований, допущенных к обращению на Фондовой бирже ММВБ. Индекс рассчитывается с 1 января 2006 года (базовое значение 100 пунктов). Для расчета индекса и включения облигаций в базу расчета учитываются сделки, заключенные в Режиме основных торгов и Режиме переговорных сделок со сроком исполнения до 3—х дней (используемые коды расчетов — T0, B0-B3). Расчет индекса производится по двум методикам: совокупного дохода (MCX: RUMBITR) и чистых цен (MCX: RUMBICP).

### Государственных облигаций
Расчитывается с 1 января 2003 года (базовое значение 100 пунктов). Представляет собой взвешенный по объёмам выпусков индекс облигации федерального займа с дюрацией более одного года, рассчитывается в режиме реального времени по методам совокупного дохода (MCX: RGBITR) и чистых цен (MCX: RGBI).

### Индекс RMX
Индекс рассчитывался в 2002—2006 годах совместно агентством Reuters и ММВБ. Значения индекса были пересчитаны в обратную сторону (это обычная практика при введении новых индексов), и история индекса велась с 31 декабря 1997 года — на эту дату значение индекса принято за 1000.
Индекс RMX взвешен по капитализации. Он был интегральным, в его расчёте использовали данные с трёх торговых площадок (ММВБ, РТС, МФБ). Индекс рассчитывался как в долларах, так и в рублях.

## MSCI Russia
Фондовый индекс российского рынка, входящий в группу индексов развивающихся рынков MSCI Emerging Markets.
Рассчитывается международной аналитической компанией MSCI Inc..